# Sheridan Smith
Ne pas confondre avec l'actrice américaine Nicole Sheridan.
Pour les articles homonymes, voir Smith.
Nicole Sheridan Smith est une actrice et chanteuse britannique, née le 25 juin 1981 à Epworth au Royaume-Uni.

## Biographie

### Jeunesse et éducation
Sheridan Caroline Sian Smith nait le 25 juin 1981 à Epworth, Lincolnshire, elle est la seule fille de Marylin Smith et de Colin Smith (1936-2016). Son frère, Julian, mert d'un cancer à l'âge de 18 ans. Son grand-père était joueur de banjo dans le Yorkshire et a plus tard joué en trio avec ses filles. Elle étudie la danse dès son plus jeune âge à la Joyce Mason School of Dancing. Elle a ensuite fréquenté la South Axholme Comprehensive School. De 1995 à 2001, elle a été membre du National Youth Music Theatre, interprétant plusieurs rôles de doublure dans des productions telles que Bugsy Malone, Pendragon, et Into the Woods. Elle complète ses études au John Leggott College à Scunthorpe.

### Carrière
De 1999 à 2000, elle joue le rôle d'Emma dans The Royle Family. De 2001 à 2009, elle a joué le rôle de Janet Keogh dans la longue série Two Pints of Lager and a Packet of Crisps.
En 2000, elle a joué le rôle de Lyn Marsh dans l'épisode « A Shot in the Dark » de la série Heartbeat. En 2000, elle a également joué le rôle d'une adolescente rebelle dans « Where the Heart is ». En février 2003, elle est apparue dans l'émission sœur de Heartbeat, The Royal, où elle a joué le rôle de Francesca Wheeler, une adolescente atteinte de leucémie, dans l'épisode « Immediate Care ».

## Filmographie

### Cinéma
- 2000 : Peaches : Tracey
- 2005 : Fade to Black: Emma : Emma Lassiter
- 2008 : Defunct : Cherry La Chav
- 2011 : Oh My God ! : Molly
- 2011 : How to Stop Being a Loser : Lisa
- 2012 : Tower Block : Becky
- 2012 : Quartet : Dr Lucy Cogan
- 2012 : The Scapegoat : Nina
- 2013 : Soirée filles (Powder Room) de M.J. Delaney : Sam
- 2013 : The Harry Hill Movie de Steve Bendelack : Michelle
- 2016 : Le Chasseur et la Reine des Glaces (The Huntsman: Winter's War) de Cédric Nicolas-Troyan : Mme Bromwyn
- 2019 : Royal Corgi de Ben Stassen : Wanda (voix)

### Télévision

#### Séries télévisées
- 1999 : Wives and Daughters : la femme de chambre (1 épisode)
- 1999 : Dark Ages : Matilda (5 épisodes)
- 1999-2000 : The Royle Family : Emma Kavanagh (3 épisodes)
- 2000 : Heartbeat : Lyn (1 épisode)
- 2000 : Where the Heart Is : Vicky (1 épisode)
- 2000-2004 : Doctors : Claire et Jackie Leavis (2 épisodes)
- 2001 : Holby City : Miranda Locke (6 épisodes)
- 2001 : Always and Everyone : l'infirmière (1 épisode)
- 2001-2009 : Deux blondes et des chips : Janet et Michelle (73 épisodes)
- 2002 : Fat Friends : Sharon Wormersley (2 épisodes)
- 2003 : The Royal : Francesca Smith (1 épisode)
- 2003-2004 : Eyes Down : Sandy Beech (15 épisodes)
- 2004 : Septième Ciel : Susie (1 épisode)
- 2005 : The Bill : Janey Giles (1 épisode)
- 2005 : The Lenny Henry Show : Plusieurs personnages (8 épisodes)
- 2005 : The Comic Strip Presents... : Angie (1 épisode)
- 2005-2008 : Love Soup : Cleo Martin (15 épisodes)
- 2006-2009 : Grownups : Michelle (22 épisodes)
- 2008 : Lark Rise to Candleford : Cinderella Doe (1 épisode)
- 2009 : Benidorm : Brandy (4 épisodes)
- 2009-2013 : Jonathan Creek : Joey Ross (3 épisodes)
- 2010 : Chekhov Comedy Shorts : Natasha (1 épisode)
- 2011 : Little Crackers : Jack Russell Lady et Marilyn Smith
- 2012 : Accused : Charlotte (1 épisode)
- 2012 : Mrs Biggs : Charmian Biggs (5 épisodes)
- 2015 : Inside No9 : Christine "Chrissie" Smith (1 épisode)

#### Téléfilms
- 2000 : Anchor Me : Jackie jeune
- 2001 : Hawk : Jez
- 2002 : Blood Strangers : Claire et Jas Dyson
- 2009 : The Friday Night Club : Miranda
- 2012 : Mr. Stink : Maman
- 2012 : Panto! : Tamsin Taylor
- 2014 : Romance de gare (The 7.39) : Sally Thorn

#### Sur scène
- 2006-07 : Little Shop of Horrors : Audrey
- 2008 : Tinderbox: A Revenge Comedy : Vanessa
- 2009-12 : Legally Blonde: The Musical
- 2011 : Flare Path : Doris
- 2012 : Hedda Gabler : Hedda Gabler[7]
- 2013 : A Midsummer Night's Dream[8]
- 2015-17 : Funny Girl : Fanny Brice[9]
- 2019 : Joseph and the Amazing Technicolor Dreamcoat : La narratrice

## Discographie

### Albums
| Titre           | Détails                                                                                       | Meilleure position | Meilleure position | Certifications |
| Titre           | Détails                                                                                       | UK                 | SCO                | Certifications |
| --------------- | --------------------------------------------------------------------------------------------- | ------------------ | ------------------ | -------------- |
| Sheridan        | - Sortie : 3 novembre 2017 - Label: East West Records - Formats: Téléchargement numérique, CD | 9                  | 11                 | - BPI: Gold    |
| A Northern Soul | - Sortie : 2 novembre 2018 - Label: Warner Records - Formats: Téléchargement numérique, CD    | 15                 | 16                 |                |

### Singles
| Titre                                              | Année | Meilleure position | Album                  |
| Titre                                              | Année | UK                 | Album                  |
| -------------------------------------------------- | ----- | ------------------ | ---------------------- |
| My Man                                             | 2017  | -                  | Sheridan               |
| Anyone Who Had a Heart                             | 2017  | 80                 | Sheridan               |
| Crazy                                              | 2017  | -                  | Sheridan               |
| "Priceless                                         | 2018  | -                  | A Northern Soul        |
| I Know Him So Well (avec Amanda Holden)            | 2020  | -                  | Songs from My Heart    |
| How Christmas Is Supposed To Be (avec Gary Barlow) | 2021  | -                  | The Dream of Christmas |

## Distinctions

### Récompenses
- British Academy Television Awards 2013 : meilleure actrice pour Mrs Biggs